# Zechenelektriker
Der Zechenelektriker, auch Grubenelektriker genannt, war ein Facharbeiter, der im Bergbau mit dem Neuaufbau, der Wartung und der Reparatur der elektrischen Anlagen unter Tage beauftragt war.

## Geschichte
Der erste Einsatz der Elektrotechnik im Bergbau erfolgte in der zweiten Hälfte des 19. Jahrhunderts. Im Dezember des Jahres 1881 wurde im Grubenbetrieb des Mechernicher Bergwerk Aktien Vereins im südlichen Nordrhein-Westfalen eine elektrische Beleuchtungsanlage der Herstellerfirma Siemens & Halske installiert. Im darauffolgenden Jahr wurde auf einem Steinkohlenbergwerk in Zauckerode erstmals eine elektrisch betriebene Grubenlokomotive eingesetzt. In der ersten Hälfte des 20. Jahrhunderts nahm die Elektrifizierung des Untertagebergbaus immer mehr zu. Während es in den Anfangsjahren der Elektrifizierung des Untertagebereichs nicht schwer war, elektrisches Fachpersonal für den Grubenbetrieb der Bergwerke auf dem Arbeitsmarkt zu gewinnen, bereitete die zunehmende Elektrifizierung immer mehr Schwierigkeiten, genügend Elektriker anzulegen, sodass die Schachtanlagen gezwungen waren, Elektrofachkräfte selber nach ihren Bedürfnissen auszubilden. Immer mehr traten im Bergbau ausgebildete Facharbeiter an die Stelle angelernter Arbeiter.

## Ausbildung
Die angehenden Zechenelektriker wurden nach einheitlichen, für den gesamten Oberbergamtsbezirks geltenden, Richtlinien ausgebildet. Ausbildungsinhalte waren sowohl das Erlernen von praktischen Fähigkeiten als auch der Erwerb theoretischer Kenntnisse auf dem Gebiet der Elektrotechnik. Als praktische Fertigkeiten wurden allgemeine Schlosserarbeiten sowie die Arbeiten an und der Einbau von elektrischen Anlagen vermittelt. Als theoretische Kenntnisse erlernten die Zechenelektrikerlehrlinge das Erstellen von Zeichnungen und Skizzen der Elektrotechnik sowie Kenntnisse der Elektrotechnik in der Industrie. Eine Besonderheit gegenüber dem Elektriker außerhalb des Bergbaus war das Erlernen von Kenntnissen über den Schlagwetterschutz bei elektrischen Anlagen und Geräten. Die gesamte Ausbildung dauerte je nach Bergrevier zwischen einem Jahr und 15 Monaten. Am Ende des Ausbildungsjahres erfolgte dann die Abschlussprüfung vor einem Prüfungsausschuss, bestehend aus einem Ingenieur des Bergamtes, einem Zecheningenieur und Delegierten der Bergwerksinspektion. Nach erfolgreich bestandener Prüfung erhielt der Anwärter dann den Zechenelektrikerschein und durfte als Elektrofachkraft unter Tage eingesetzt werden. Die Richtlinien für die Ausbildung von Zechenelektrikern galten bis zum Jahr 1961. Seit dem Jahr 1962 wurde die Ausbildung der Elektrofachkräfte im Bergbau geändert, danach erfolgte keine weitere Ausbildung von Zechenelektrikern, sondern nur noch von Starkstromelektrikern. Deren Ausbildung dauerte 3,5 Jahre und war wesentlich umfangreicher. Neben einer dreijährigen Ausbildung über Tage wurden diesen Auszubildenden auch unter Tage umfangreiche Kenntnisse und Fertigkeiten beim Umgang mit dem Schlagwetterschutz von elektrischen Anlagen und Maschinen vermittelt.

## Tätigkeiten
Der Zechenelektriker galt als Elektro - Fachkraft im Sinne der bestehenden Verordnungen des Bergbaus. Als solche durfte er ihm übertragene Arbeiten nach den anerkannten Regeln der Technik durchführen. Er bediente, kontrollierte und wartete elektrische Anlagen und Maschinen, reparierte elektrische Maschinen und elektrische Anlagen. Zudem installierte er auch unter Tage elektrische Anlagen. Allerdings durfte er diese Tätigkeiten in der Regel nicht eigenständig ausführen, sondern er handelte auf Anweisung eines ihm überstellten Elektrohauers. Mit zunehmender Mechanisierung nahm auch die Komplexität und Umfang der Reparatur- und Instandhaltungsarbeiten auf dem Gebiet der Elektrotechnik zu. Dies erforderte anders ausgebildete Elektrofachkräfte mit umfangreicheren Kenntnissen und Fertigkeiten, sodass im Bergbau zunehmend zu Starkstromelektrikern ausgebildete Elektrofachkräfte eingesetzt wurden.

## Berufliche Aufstiegsmöglichkeiten
Für den fertig ausgebildete Zechenelektriker gab es, je nach Fähigkeit und Eignung, die Möglichkeit der beruflichen Weiterqualifizierung. Er galt dann, nach Erwerb von besonderer Fachkunde, als besonders qualifizierte Elektro-Fachkraft. Eine Möglichkeit war die Absolvierung einer Elektro-Hauerausbildung, in der der Zechenelektriker weiterführende Kenntnisse auf dem Gebiet der Elektrotechnik erwarb. Nach erfolgreich absolvierter Hauerprüfung erhielt er den Hauerschein und wurde dann als Elektrohauer eingesetzt und gab an ihm unterstellte Zechenelektriker Arbeitsanweisungen. Nach einer beruflichen Praxis von mindestens fünf Jahren als Elektriker, dem Erwerb des Hauerscheins und dem Besuch der Bergvorschule konnte er dann die Bergschule absolvieren und nach erfolgreicher Absolvierung als Elektrosteiger eingesetzt werden.